# Obywatelski Sojusz Serbii
Obywatelski Sojusz Serbii (serb. Građanski savez Srbije / Грађански савез Србије, GSS) – serbska partia polityczna o profilu socjalliberalnym.

## Historia
Sojusz został zarejestrowany w 1992 z inicjatywy Vesny Pešić, powstał z połączenia ugrupowań reformatorskich. Ugrupowanie głosiło w tym czasie hasła antywojenne i antyrasistowskie, sprzeciwiało się działaniom wojennym i naruszaniu praw człowieka. Działacze GSS brali aktywny udział w organizowaniu organizacji pozarządowych działających na rzecz praw człowieka. W 1993 partia w ramach koalicji DEPOS uzyskała dwa miejsca w parlamencie. W 1996 ugrupowanie opuściła grupa polityków skupionych wokół Žarka Koracia. W tym samym roku partia współtworzyła koalicję wyborczą Razem, a następnie opozycyjne bloki, w tym w 2000 Demokratyczną Opozycję Serbii, wprowadzając w tym samym roku w ramach DOS dziewięciu przedstawicieli do Zgromadzenia Narodowego. Goran Svilanović objął urząd federalnego ministra spraw zagranicznych, Nataša Mićić pełniła funkcję przewodniczącej parlamentu, pełniąc też obowiązki prezydenta. W 2003 GSS uzyskał pięć miejsc w parlamencie (w sojuszu z Partią Demokratyczną), a w 2007 cztery mandaty (w sojuszu z LDP). Również w 2007 GSS podjęła decyzję o zjednoczeniu się z Partią Liberalno-Demokratyczną.
Przewodniczącymi Obywatelskiego Sojuszu Serbii byli kolejno: Vesna Pešić (1992–1999), Goran Svilanović (1999–2004) i Nataša Mićić (2004–2007).